# Harangvirágcincér
A harangvirágcincér (Agapanthia maculicornis) a cincérfélék családjába tartozó, Délkelet-Európában honos bogárfaj. 

## Megjelenése
A harangvirágcincér testhossza 8-14 mm. Alakja megnyúlt, karcsú. Feje a többi cincérhez hasonlóan a test tengelyére merőlegesen, lefelé mutat. Fekete színű, szárnyfedői kékes fémfényűek. Sűrű sárga szőrök alkotta vonalak húzódnak a fej közepétől az előhát közepén át a pajzsocskáig (scutellum); valamint az előhát két oldalán. A szárnyfedők fekete szőrözete gyér és egyenletes. A fej és az előhát sűrűn, nem nagyon durván pontozott; a szárnyfedők a tövükön erőteljesen, nem ráncolva pontozottak, a középvonalon túl a pontozás már csak olyan erős, mint az előháton. Az oldalsó mell-lemezeket sűrű fehér vagy sárgásfehér, molyhos szőrök fedik, a teljes alsó oldalt pedig finom szürke szőrök borítják. A csápízek alapszíne fekete, a 3. íznek a töve (hosszának kb. ötöde) szürkésfehér szőrökkel fedett, a többi íz alsó fele szürkésfehér.

## Elterjedése és életmódja

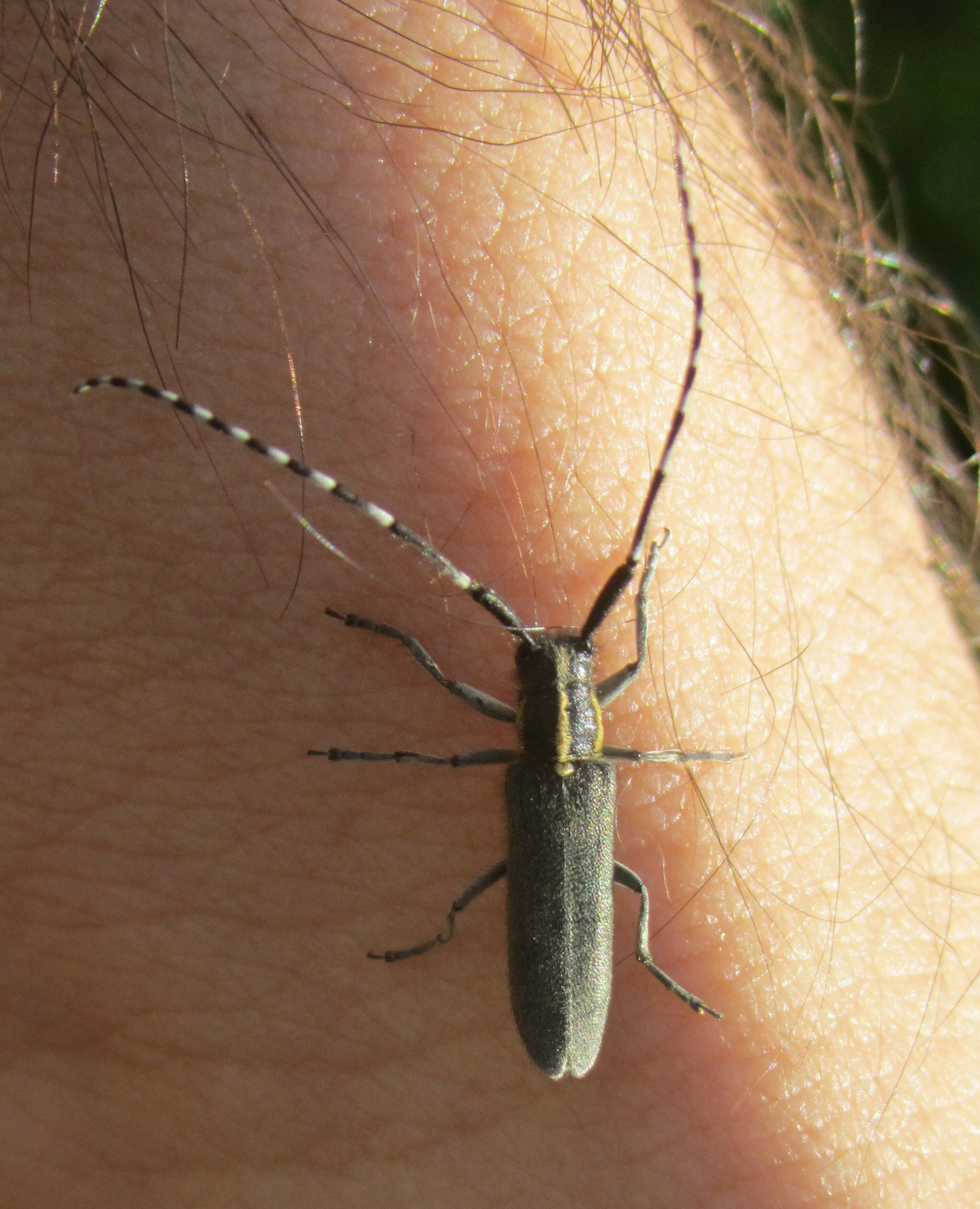

Két alfaja közül az A. m. maculicornis a Balkántól és a Kárpát-medencétől Dél-Ukrajnán át Dél-Oroszországig és Kazahsztán európai részéig terjed; az A. m. davidi Dél-Olaszországban (beleértve Szicíliát) honos. Magyarországon ritka, a Budai-hegységben ismert legnagyobb populációja.  
A száraz, meleg füves élőhelyek (pl. sztyeppék, sztyepplejtők, meleg tölgyesek) lakója. Lárvája különféle lágyszárú növények (harangvirág-, bakszakáll-, szegfű- katángfajok) szárában fejlődik. Az imágó áprilistól júniusig rajzik. Életciklusa egy évig tart. 
Magyarországon védett, természetvédelmi értéke 5000 Ft.